# Swietłyj (Jakucja)
Swietłyj – osiedle typu miejskiego w Rosji, w Jakucji. W 2010 roku liczyło 3137 mieszkańców.